# ناحیه دادو
ناحیه دادو (به انگلیسی: Dadu District) یکی از ناحیه‌های پاکستان در پاکستان است که در ایالت سند واقع شده‌است. ناحیه دادو ۷٬۸۶۶ کیلومتر مربع مساحت و ۱٬۵۵۰٬۲۶۶ نفر جمعیت دارد.